# Sainte-Jullite
Sainte-Jullite est une ancienne commune d'Indre-et-Loire, annexée en 1826 par Saint-Flovier. C'est aujourd'hui un hameau de cette commune.

## Géographie
Cette ancienne commune se situait à l'ouest du territoire communal de Saint-Flovier. Ses communes limitrophes étaient Saint-Flovier à l'est, La Celle-Guenand à l'ouest, Ferrière-Larçon et Betz-le-Château au nord, Charnizay, l'ancienne commune de Saint-Michel-des-Landes et Le Petit-Pressigny au sud.

## Histoire
On la retrouve au XIe siècle sous le nom de Luigniacus, puis en 1290 sous le terme Parochia Stœ-Julitœ.
La paroisse devait son nom à sainte Julitte, mère de saint Cyr, tous deux martyrisés au IVe siècle.
Durant la Révolution, pour suivre le décret de la Convention du 25 vendémiaire an II invitant les communes ayant des noms pouvant rappeler les souvenirs de la royauté, de la féodalité ou des superstitions, à les remplacer par d'autres dénominations, la commune, qui s’appelait Sainte-Jullite, change de nom pour Jullite.

### Sa suppression
C'est l'ordonnance royale du 15 novembre 1826 qui supprima la commune de Sainte-Julitte, la paroisse quant à elle avait été réunie a Saint-Flovier dès 1792. Cette ordonnance intégra cette commune à celle de Saint-Flovier, toutefois, seule une partie de son territoire lui fut attribué. Sainte-Jullite fut démantelé de la façon suivante, l'ordonnance royale attribua :
- à Betz-le-Château un territoire comprenant les hameaux de la Baillaudière, la Grenouillère, les Augeries, la Haute-Bretonnière, (probablement les Vauzelles, la Basse-Bretonnière, l'Aubier)...
- à La Celle-Guenand un territoire comprenant la Forêt de Sainte-Jullite et les hameaux de la Bernardière, la Brunellière, les Clous, Crotet, la Gablinière, la Godeterie (pour partie), la Mignonnière, la Tremblaie, Beauvais, Arpensais ou Repinçay, les Poteries, la Garderie, la Loge...
- à Ferrière-Larçon un territoire comprenant les hameaux de la Friandière, la Brosse...
- à Saint-Flovier un territoire comprenant le bourg de Sainte-Jullite et les hameaux de le Champ du chêne...

Toutes les données ne sont pas connues.

### De nos jours
Actuellement, Sainte-Jullite n'est plus qu'un hameau parmi d'autres de la commune de Saint-Flovier. Ses hameaux ont été intégrés à d'autres communes et peu de personnes savent qu'ils relevaient à l'origine de cette ancienne commune.

## Démographie
Dans les années 1880, ce hameau comptait 56 habitants.
| 1726 | 1793 | 1800 | 1806 | 1821 | 1831 |
| ---- | ---- | ---- | ---- | ---- | ---- |
| 148  | 150  | 191  | 196  | 180  | -    |

## Administration
| Période                                  | Période | Identité                      | Étiquette | Qualité |
| ---------------------------------------- | ------- | ----------------------------- | --------- | ------- |
| 1804                                     | 1820    | Denis-Jacques Bureau-Desclaux |           |         |
| 1820                                     | 1826    | Louis Arnault                 |           |         |
| 1826                                     | ?       | René-Louis Dard               |           |         |
| Les données manquantes sont à compléter. |         |                               |           |         |

### Sources
- Dictionnaire Géographique Historique et Biographique d'Indre et loire et de l'ancienne province de Touraine, par J-X Carré de Busserole (Publié en 1882)
- Bulletin de la Société archéologique de Touraine, 1874
- Indre-et-Loire par Jacques Dupâquier, Jean-Michel Gorry, Jean-Pierre Bardet, Éditions du Centre national de la recherche scientifique, 1985 p479